# Perugia (pokrajina)
Pokrajina Perugia (talijanski: Provincia di Perugia) je talijanska pokrajina u regiji Umbriji. Glavni grad je Perugia.
Ova pokrajina na sjeveru i istoku graniči s Marke (pokrajina Pesaro i Urbino, pokrajina Ancona, pokrajina Macerata i pokrajina Ascoli Piceno), na jugu s Lacijem (pokrajina Rieti) i pokrajinom Terni, te na zapadu s Toskanom (pokrajina Siena i pokrajina Arezzo).

## Najveće općine
(stanje od 30. lipnja 2005.)
| Općina                   | Stanovništvo |
| ------------------------ | ------------ |
| Perugia                  | 161.947      |
| Foligno                  | 54.077       |
| Città di Castello        | 39.350       |
| Spoleto                  | 38.661       |
| Gubbio                   | 32.591       |
| Assisi                   | 26.271       |
| Bastia Umbra             | 19.713       |
| Marsciano                | 17.268       |
| Corciano                 | 17.173       |
| Todi                     | 17.030       |
| Umbertide                | 15.734       |
| Gualdo Tadino            | 15.501       |
| Castiglione del Lago     | 14.874       |
| Magione                  | 13.310       |
| San Giustino             | 10.750       |
| Deruta                   | 8.595        |
| Spello                   | 8.573        |
| Trevi                    | 8.078        |
| Città della Pieve        | 7.375        |
| Gualdo Cattaneo          | 6.289        |
| Nocera Umbra             | 6.115        |
| Torgiano                 | 5.780        |
| Montefalco               | 5.701        |
| Panicale                 | 5.643        |
| Passignano sul Trasimeno | 5.343        |

## Vanjske poveznice
- (tal.)Službena stranica  Arhivirana inačica izvorne stranice od 25. siječnja 2016. (Wayback Machine)